# Бурлака Сергій Петрович
Сергій Петрович Бурлака (нар. 13 грудня 1970) — український футболіст, воротар. У Вищій лізі України зіграв 4 матчі.

## Життєпис
Футбольну кар'єру розпочав 1991 року в складі «Кривбасу», який виступав у Другій нижчій лізі. Сезон 1992/93 років провів в «Угольку» в аматорському чемпіонаті України. Напередодні старту сезону 1993/94 років повернувся в «Кривбас». Дебютував у футболці криворізького клубу 13 жовтня 1993 року в переможному (1:0) домашньому матчі 11-о туру Вищої ліги проти запорізького «Металурга». Сергій вийшов на поле в стартовому складі, відіграв увесь матч та відстояв ворота команди «на нуль». У Вищиій лізі України зіграв 4 матчі (3 з яких — у стартовому складі). Також виступав за фарм-клуб криворіжців, ІНКО, в аматорському чемпіонаті Українир (5 матчів). Другу частину сезону 1994/95 років провів у жовтоводському «Сіріусі» (6 матчів у Другій лізі та 2 поєдинки у кубку України). Сезон 1995/96 років відіграв у криворізькому «Спортінвесті» (16 матчів).
У 1996 році приєднався до «Ниви». Дебютував у футболці бершадського колективу 10 серпня 1996 року в програному (1:4) виїзному поєдинку 1-о туру групи А Другої ліги проти ФК «Тисмениця». Бурлака вийшов на поле в стартовому складі та відіграв увесь матч. У команді провів півтора сезони, за цей час у Другій лізі зіграв 35 матчів, ще 2 поєдинки провів у кубку України. Наступний сезон розпочав у складі «Гірник-Спорту», де провів 9 матчів у Другій лізі та 1 поєдинок у кубку України. У сезоні 1999/00 років перебував у заявці комсомольського клубу на сезон, але в офіційних матчах не грав.